# Clarkia arcuata
Clarkia arcuata är en dunörtsväxtart som först beskrevs av Albert Kellogg, och fick sitt nu gällande namn av A. Nels. och J.F. Macbr.. Clarkia arcuata ingår i släktet clarkior, och familjen dunörtsväxter. Inga underarter finns listade i Catalogue of Life.